# Cinara obscura
Cinara obscura är en insektsart. Cinara obscura ingår i släktet Cinara och familjen långrörsbladlöss. Inga underarter finns listade i Catalogue of Life.